# Crossette (architecture)
En architecture et en menuiserie, une crossette, appelée également oreillon, est un élément décoratif consistant en :
- un ressaut décoratif situé à l'angle d’un encadrement[2] ;
- un ressaut décoratif ménagé à l'angle d'un chambranle[3] ;
- un retour d'un chambranle de porte ou de fenêtre[4] ;
- un claveau d’un arc qui se retourne horizontalement pour former tas-de-charge[5] ;
- une pierre qui fait une saillie brute ou sculptée sur une arête d'une tour, un chapiteau, un rampant[6].

## Particularités
Une crossette est dite « simple » si elle comprend uniquement un ressaut vertical ou « double » si elle comprend à la fois un ressaut vertical et un ressaut horizontal. Un encadrement de fenêtre peut présenter des crossettes uniquement dans sa partie supérieure, ou également dans sa partie inférieure. Si elle est située dans la partie supérieure, on parle de « crossette passante » et si elle est dans la partie inférieure, on parle de « crossette pendante ». On parle notamment de « chambranle à crossettes » lorsque, associés à une porte, une fenêtre ou une cheminée, le corps de moulures ou la moulure encadrant l'élément sont animés dans les angles par des crossettes.
|  |  |  |